# Euodynerus tempiferus
Euodynerus tempiferus är en stekelart som först beskrevs av Henry Lorenz Viereck 1908.  Euodynerus tempiferus ingår i släktet kamgetingar, och familjen Eumenidae.

## Underarter
Arten delas in i följande underarter:
- E. t. birepandus
- E. t. eldoradensis
- E. t. pritchardi
- E. t. subrubeus